# Progress Live
Progress Live – ósma europejska trasa koncertowa grupy Take That, która odbyła się na przełomie wiosny i lata 2011 r. Zespół na trasie zarobił 180 000 000 USD.

## Setlista
Take That (część pierwsza)
1. „Rule the World”
2. „Greatest Day”
3. „Hold Up a Light”
4. „Patience”
5. „Shine” (wraz z fragmentem utworu „Mr Blue Sky”)
6. „Sgt. Pepper’s Lonely Hearts Club Day” (cover The Beatles) (wideo interludium)

Robbie Williams
1. „Let Me Entertain You”
2. „Rock DJ”
3. „Come Undone” (wraz z fragmentami utworów: „Walk on the Wild Side” i „Greatest Day”)
4. „Feel”
5. „Angels”
6. „Shaolin Monks” (wraz z fragmentem utworu „Man”) (taneczne interludium)

Take That (część druga)
1. „The Flood”
2. „SOS”
3. „Underground Machine”
4. „Kidz” (wraz z fragmentami utworów: „Rudebox”, „Keep On” i „Clap Your Hands Now”)
5. „Pretty Things”
6. 'When They Were Young Medley’: „A Million Love Songs”/„Babe”/„Everything Changes”
7. „Back for Good”
8. „Pray”
9. „Love Love”
10. „Never Forget”

Bisy:
1. „No Regret”/„Relight My Fire”
2. „Eight Letters”

## Lista koncertów
- 27, 28, 30 i 31 maja – Sunderland, Anglia – Stadium of Light
- 3, 4, 5, 7, 8, 10, 11 i 12 czerwca – Manchester, Anglia – Etihad Stadium
- 14 i 15 czerwca – Cardiff, Walia – Millennium Stadium
- 18 i 19 czerwca – Dublin, Irlandia – Croke Park
- 22, 23 i 24 czerwca – Glasgow, Szkocja – Hampden Park
- 27 i 28 czerwca – Birmingham, Anglia – Villa Park
- 30 czerwca, 1, 2, 4, 5, 6, 8 i 9 lipca – Londyn, Anglia – Stadion Wembley
- 12 lipca – Mediolan, Włochy – Stadion Giuseppe Meazzy San Siro
- 15 lipca – Kopenhaga, Dania – Parken
- 18 lipca – Amsterdam, Holandia – Amsterdam ArenA
- 22 lipca – Hamburg, Niemcy – Volkparkstadion
- 25 lipca – Düsseldorf, Niemcy – ESPRIT arena
- 29 lipca – Monachium, Niemcy – Stadion Olimpijski w Monachium